# Philippe Hériat
Philippe Hériat es el seudónimo de Georges Raymond Payelle, escritor francés nacido el 15 de septiembre de 1898 en París y fallecido el 10 de octubre de 1971 en París. Ganó el premio Goncourt en 1939 con la novela Les Enfants gâtés (Los niños mimados).

## Biografía
Perteneció a una familia de funcionarios y magistrados, hijos de Georges Payelle, primer presidente de la Corte de Cuentas de Francia y nietos de la escritora Zulma Carraud, amiga de Balzac. Con 18 años fue enrolado a causa de la Primera Guerra Mundial. A su vuelta a la vida civil, se convirtió en asistente de dirección en el mundo del cine y el teatro.
En 1931 obtuvo el premio Reanudot por su primera novela L'innocent. En 1939 ganó el premio Goncourt con Les Enfants gâtés (Los niños mimados), primer volumen de una saga familiar, los Boussardel, que describe en cuatro volúmenes la ascensión y las vicisitudes de una familia a lo largo de varias generaciones entre el Segundo Imperio y la década de 1950. El segundo volumen, Famille Boussardel, fue distinguido en 1947 con el Gran Premio de novela de la Academia Francesa.
En 1947 hizo su debut como actor dramático. Fue elegido miembro de la Academia Goncourt en 1949.

## Obras
Novelas
- L'Innocent, (1931. Premio Renaudot
- La Titine. L'amour sur le banc, relatos (1932-1933)
- L'Araignée du matin,  (1933)
- La Main tendue,  (1933)
- Le Départ du Valdivia,  (1933)
- La Foire aux garçons,  (1934)
- Miroirs, roman (1936)
- Les Enfants gâtés,  (1939). (Les Boussardel, 2) Premio Goncourt. En castellano, Los niños mimados, en el libro Premios Goncourt de novela, Plaza y Janés.
- La Bruyère du Cap (1943)
- Famille Boussardel,  (1944) (Les Boussardel, 1) Gran premio de novela de la Academia Francesa
- La Brimade inutile (1946)
- Les Grilles d'or (Les Boussardel, 3)
- Retour sur mes pas (1959)
- Le Temps d'aimer (1968) (Les Boussardel, 4)

Teatro
- L'Immaculée
- Belle de Jour
- Les Noces de deuil, 1953
- Les Joies de la famille,  1960
- Les Hauts de Hurlevent, libreto de ópera en 3 actos, 1967
- Voltige, 1967

## Filmografía
Actor
- 1920 : Le Carnaval des vérités, de Marcel L'Herbier

L'Homme du large, de Marcel L'Herbier, le protecteur
- 1921 : Eldorado, de Marcel L'Herbier, Joao, le bouffon - también asistente de realización

Prométhée
- 1922 : Don Juan et Faust, de Marcel L'Herbier
- 1924 : La Galerie des monstres, de Jaque Catelain

Le Miracle des loups, de Raymond Bernard, Tristan l'Ermite
L'Inhumaine, de Marcel L'Herbier, Djorah de Nopur - también asistente de realización
L'Inondation, de Louis Delluc
Le Marchand de plaisirs, de Jaque Catelain
- 1925 : La Chaussée des géants, de Robert Boudrioz et Jean Durand
- 1926 : Feu Mathias Pascal, de Marcel L'Herbier

Rien que des heures, de Alberto Cavalcanti
- 1927 : Napoleón, de Abel Gance

En rade, de Alberto Cavalcanti
- 1928 : Mon cœur au ralenti, de Marco de Gastyne
- 1929 : La Merveilleuse Vie de Jeanne d'Arc, de Marco de Gastyne

Napoleon auf St. Helena, de Lupu Pick
La Jalousie du barbouillé, de Alberto Cavalcanti
Détresse, de Jean Durand
L'Appel de la chair, de Roger Lion
Amour de louve, de Roger Lion - court métrage -
- 1930 : Dans une île perdue, de Alberto Cavalcanti, Jones
- 1933 : Le Sexe faible, de Robert Siodmak, Philippe
- 1934 : Rothchild, de Marco de Gastyne, Diégo

Napoléon Bonaparte, Salicetti - versión sonora de la película de 1927
- 1935 : Divine, de Max Ophüls, Lutuf-Allah

Lucrèce Borgia, de Abel Gance
- 1960 : Des gens de lettres, de Henri Champetier et Léonce Paillard - cortometraje documental Participation
- 1971 : Bonaparte et la Révolution, Salicetti

Escenarista
- 1948 : Le Secret de Mayerling, y dialoguista
- 1955 : Les Fruits de l'été
- 1967 : Rosie ! (les Joies de la famille)

Dialoguista
- 1948 : Le Secret de Mayerling, de Jean Delannoy
- 1959 : La Rabouilleuse, de Louis Daquin
- 1959 : La Rabouilleuse, de Louis Daquin según la novela de Honoré de Balzac
- 1962 : Vénus impériale, de Jean Delannoy

## Actor de teatro
- 1929 : Le Sexe faible, de Édouard Bourdet, théâtre de la Michodière - Manuel
- 1934 : Pranzini, de André Pascal y Henri-Robert, théâtre des Ambassadeurs